# Partito del Socialismo Democratico
Il Partito del Socialismo Democratico (in tedesco Partei des Demokratischen Sozialismus, PDS) è stato un partito politico tedesco.
Il partito fu erede del Partito Socialista Unificato di Germania (SED) (il partito egemone della Germania Est), il quale, dopo il crollo del muro di Berlino, attraversò un periodo di riforme interne che portarono, il 4 febbraio 1990, alla fondazione del Partito del Socialismo Democratico (PDS). Nel luglio 2005 prese la denominazione di Partito della Sinistra.PDS (Die Linkspartei.PDS), utilizzando per le elezioni dello stesso anno il cartello elettorale La Sinistra.PDS (Die Linke.PDS) a seguito dell'alleanza con il movimento Lavoro e Giustizia Sociale - L'Alternativa Elettorale (WASG) fuoriuscito dall'SPD. Nel giugno 2007 la definitiva fusione dei due partiti ha portato al partito attuale Die Linke.
Grazie alla sua netta opposizione alla guerra in Jugoslavia, il PDS è riuscito a estendere la sua presenza anche nella Germania occidentale. Ha cercato subito di innovare la prassi del centralismo democratico, tipica dei partiti comunisti est-europei, organizzandosi in modo pluralistico e aprendosi a nuove tendenze culturali, come quella punk. Si è distinto anche nel movimento per la pace e nell'opposizione all'Agenda 2010, il programma sociale del governo socialdemocratico.

## Storia

### 1989-1990: dopo la caduta del muro di Berlino
Il 18 ottobre 1989, tre settimane prima della caduta del muro di Berlino, il segretario generale del SED Erich Honecker si dimise, sotto la pressione delle proteste per i diritti civili e della base del partito stesso. Fu sostituito da Egon Krenz, il quale non riuscì ad arrestare l'ormai inevitabile collasso dello Stato e del partito. Il 9 novembre, sotto la segreteria di Krenz, iniziò lo smantellamento del muro di Berlino. Il 1º dicembre la Volkskammer (il parlamento della Germania Est) votò l'abrogazione della norma costituzionale che sanciva il ruolo guida del SED, mentre negli ultimi mesi del 1989 circa 900.000 membri lasciarono il partito. L'intero Politbüro del partito diede le dimissioni il 3 dicembre e i suoi membri furono espulsi dal comitato centrale, il quale a sua volta si dissolse, sostituito da un "gruppo di lavoro".

In un congresso straordinario tenutosi l'8 ed il 9 dicembre l'avvocato Gregor Gysi fu eletto nuovo leader, affiancato dai vicesegretari Hans Modrow e Wolfgang Berghofer. Gysi, carismatico e abile politico, giocherà un ruolo fondamentale nella transizione del partito.

In una seconda sessione straordinaria del congresso tenutasi il 16-17 dicembre 1989, i delegati decisero di non dissolvere il partito, ma di riformarlo: da un lato non si intendeva abiurare completamente l'esperienza della Repubblica Democratica Tedesca (RDT), dall'altro si ammettevano per la prima volta gli errori e i crimini commessi durante il precedente regime, rifiutando in particolare lo stalinismo. Gysi propose un compromesso per il nome del partito, che divenne temporaneamente SED-PDS (aggiungendo alla vecchia sigla quella del Partei des Demokratischen Sozialismus).

Il processo di riforma, infatti, doveva essere svolto mantenendo un difficile equilibrio: da un lato il bisogno di riformarsi e sancire una discontinuità con il partito egemonico precedente, dall'altro la necessità di non condannare troppo rapidamente e in toto l'esperienza della RDT, onde evitare un'auto-delegittimazione agli occhi dei suoi sostenitori storici.

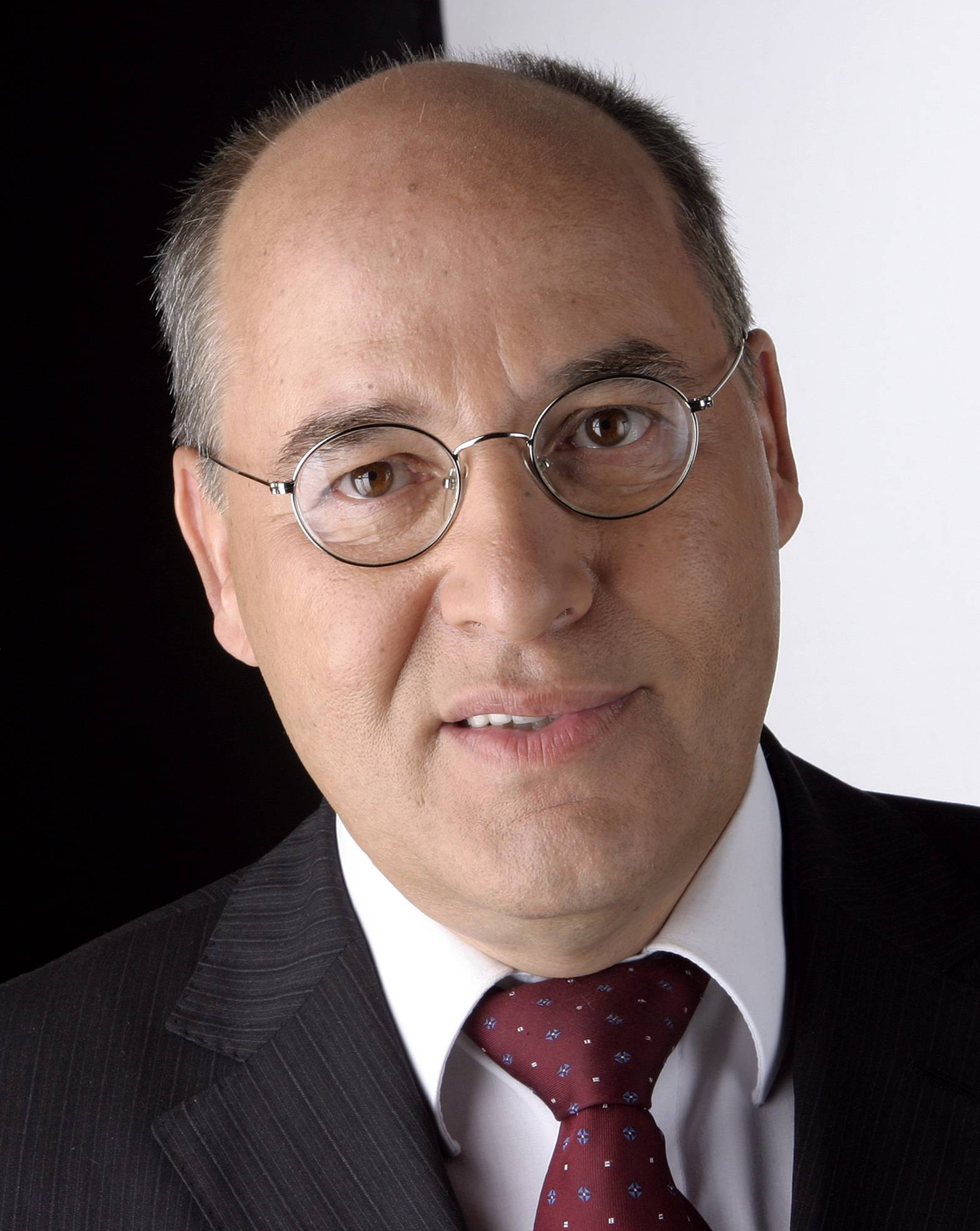
Gregor Gysi, 2005

### 1990-1991: la sopravvivenza

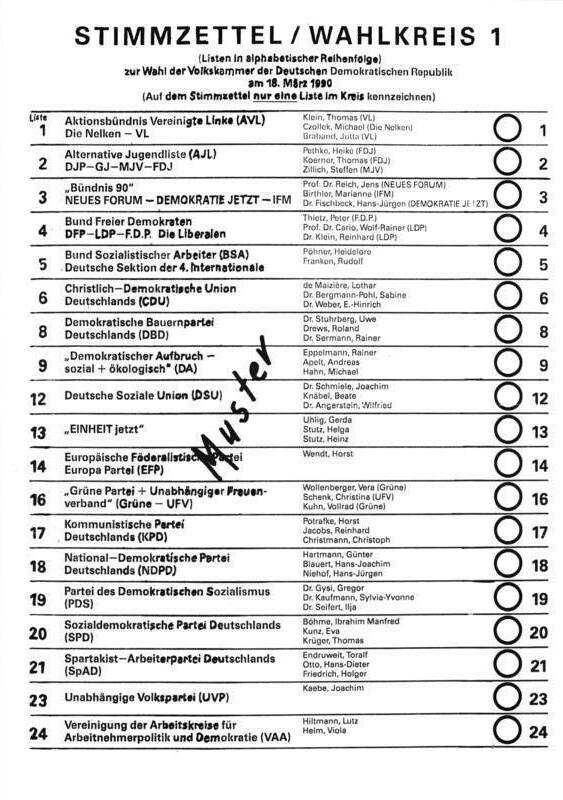
Scheda elettorale per le elezioni della Volkskammer del marzo 1990 per la circoscrizione 1 (Berlino)

Gysi riuscì infine il 4 febbraio 1990 ad eliminare il riferimento al SED, rinominando il partito semplicemente "PDS". Il cambiamento non fu solo esteriore: sotto la guida di Gysi, affiancato da Lothar Bisky (futuro segretario generale) e André Brie (pensatore e "stratega"), il partito si riorganizzò radicalmente al proprio interno, decentralizzandosi e democratizzandosi notevolmente. Furono creati gruppi di lavoro (Arbeitsgemeinschaften) e d'interessi (Interessengemeinschaften), i membri furono coinvolti in dibattiti pluralisti su vari argomenti e le diverse correnti interne si organizzarono in "piattaforme", sia comuniste che non-comuniste. In questa situazione, la capacità di Gysi di mediare fra le diverse anime del partito divenne fondamentale.
Il PDS dovette presto iniziare a prepararsi per le prime libere elezioni della Volkskammer del marzo seguente. Nonostante la mancanza di tempo, di un'identità consolidata e di un programma coerente, il PDS riuscì ad ottenere il 16,4%, ovvero 66 seggi su 600. Le elezioni furono vinte dalla CDU, la quale optò per una rapida riunificazione e avviarono presto un ampio processo di riforma economica, attraverso privatizzazioni, liberalizzazioni e deregolamentazioni.
Nel maggio 1990 fu creata la "Commissione indipendente d'inchiesta sulle proprietà dei partiti e delle organizzazioni di massa nella Repubblica democratica tedesca", la quale pose il PDS sull'orlo della bancarotta, richiedendo forti restituzioni del suo patrimonio allo Stato.
Il declino del PDS sembrava irrevocabile: nelle consultazioni locali del 6 maggio 1990 ottenne il 14,6%, mentre alle prime elezioni dei Land orientali (Sassonia, Sassonia-Anhalt, Turingia, Brandeburgo, Meclemburgo-Pomerania Anteriore) del 14 ottobre non superò l'11%. Le prime elezioni della Germania unificata del 2 dicembre 1990 diedero al PDS un mero 11,1% nei Land orientali e lo 0,3% in quelli occidentali (in totale 2,4% a livello federale). Riuscì tuttavia a mandare 17 deputati nel Bundestag grazie ad una legge speciale che garantiva, in via eccezionale per quella tornata elettorale, la possibilità di essere rappresentati in parlamento raggiungendo lo sbarramento del 5% alternativamente nell'ex Germania Est o nell'ex Germania Ovest, invece che in entrambe.
Preoccupati, gli altri partiti (in particolare CDU e FDP) iniziarono una sistematica campagna volta a ostracizzare il PDS, ritraendoli come estremisti e antidemocratici, a volte comparandoli ai nazisti. Periodici scandali che collegavano membri del partito con la Stasi contribuirono a creare l'immagine del "partito della Stasi", che avrebbe perseguitato a lungo il PDS negli anni a venire.
Ad aggravare la situazione, in giugno e luglio 1991 la Treuhandanstalt, la holding incaricata di ristrutturare e liquidare i patrimoni dell'ex RDT, prese il controllo di tutte le proprietà immobiliari del partito, sottopose a obbligo di autorizzazione tutte le operazioni finanziarie e dichiarò illegittime tutte le entrate derivanti dalle quote associative del partito prima del 1989.

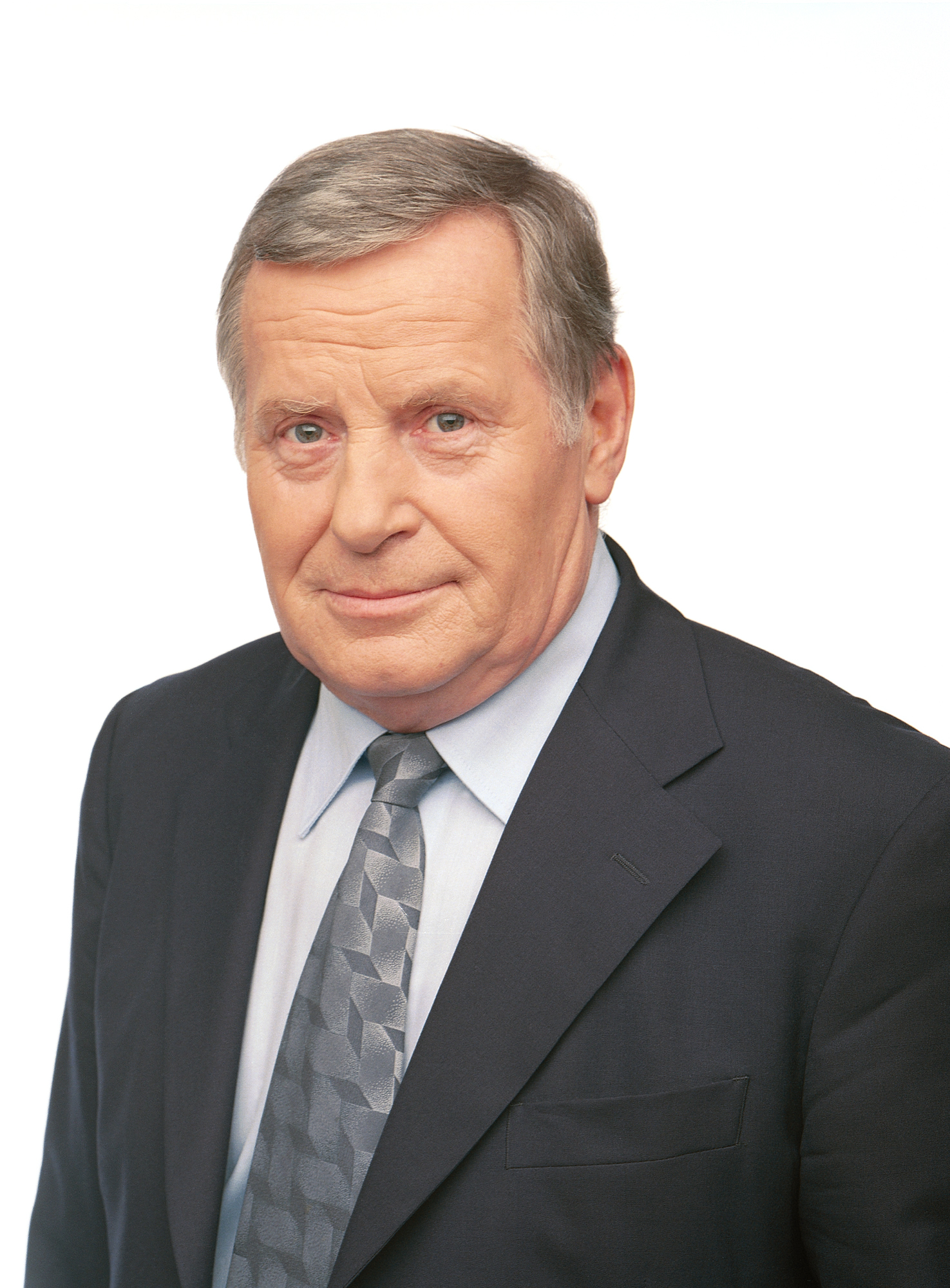
Lothar Bisky

### 1991-1994: la ripresa
Verso la fine del 1991 iniziò a farsi sentire un senso di delusione rispetto alle aspettative che molti tedeschi orientali nutrivano verso la riunificazione. Le riforme economiche da un'economia socialista a una capitalista risultarono in un'alta disoccupazione, al fallimento di numerose aziende e, in generale, ad un periodo di recessione. Il PDS colse l'occasione per presentarsi come difensore degli interessi dei cittadini dell'ex Germania est, stilando il nuovo programma del partito nel 1993. Esso partiva da un'articolata critica della società capitalista, proponendo una condanna meno netta dell'esperienza della RDT, "difendibile" in quanto primo tentativo (seppur fallito) di creare una nuova, più giusta società, e dichiarava il socialismo un "sistema di valori" tuttora legittimo per risolvere molti problemi del capitalismo. Inoltre, il programma proponeva per la prima volta politiche "verdi", recepite dopo aver osservato i discorsi dei partiti di sinistra al Summit di Rio nel 1992. Relativamente poco spazio era dedicato a proposte concrete in caso il partito vincesse le elezioni, limitandosi a definire vagamente progetti di democratizzazione della vita politica ed economica. Questo poiché a quel tempo la partecipazione al governo era, per il PDS, assai improbabile, ed esso puntava soprattutto ad affermarsi sulla scena politica, presentandosi come movimento di protesta.
Intanto, nel 1993, Gregor Gysi non aveva rinnovato la sua candidatura a segretario generale, ed il nuovo leader era diventato Lothar Bisky.
Il manifesto elettorale per le consultazioni del 1994 si dimostrò estremamente aperto a idee e movimenti differenti da quelli prettamente socialisti: dalla sinistra tedesca occidentale, ai movimenti pacifisti, all'ambientalismo, il femminismo e gli interessi dei tedeschi orientali. Questa tendenza inclusiva contribuì a riposizionare il PDS nello spettro politico tedesco, come movimento socialista alternativo all'SPD e a Alleanza 90/I Verdi. Anche se essa non si rivelò sufficiente ad arginare l'emorragia di membri del partito, in costante calo per tutta la vita del partito, l'inclusione di movimenti sociali e anticapitalisti permise al PDS di quasi raddoppiare i consensi alle elezioni europee nel giugno di quell'anno, ottenendo il 4,7%. Incoraggianti furono anche i risultati nelle elezioni locali in Meclemburgo-Pomerania Anteriore (22,7%), Sassonia (16,5%) e Turingia (16,6%). Le elezioni federali del 16 ottobre 1994, invece, non fecero raggiungere al PDS più del 4,4%, ancora al di sotto dello sbarramento del 5%. Ancora una volta, però, riuscì a mandare deputati (30, di cui 26 provenienti dalle liste del partito) nel Bundestag grazie ad una clausola della legge elettorale che permette di derogare alla soglia del 5% vincendo in almeno tre collegi uninominali (il PDS vinse in 4, a Berlino est).

### La fusione con Oskar Lafontaine: nasce il nuovo partito

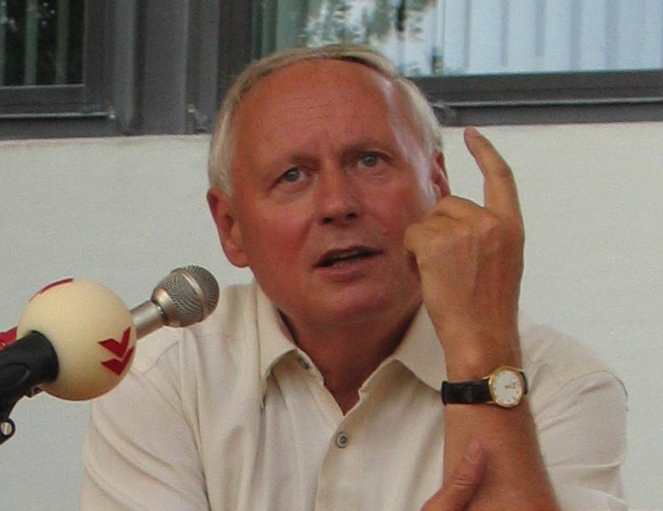
Oskar Lafontaine

Nel maggio 2005, il PDS iniziò una trattativa con il movimento Lavoro e Giustizia Sociale - L'Alternativa Elettorale (WASG, in tedesco Arbeit & soziale Gerechtigkeit – Die Wahlalternative) di Oskar Lafontaine, ex-leader della sinistra socialdemocratica, fuoriuscito dall'SPD per creare un'alleanza di sinistra in vista delle elezioni per il Bundestag dell'autunno 2005. Le trattative si conclusero nel giugno 2005 e i candidati del WASG vennero inseriti nelle liste del PDS, che nei Länder occidentali vennero presentate col nome Die Linke. e, in quelli orientali, Die Linke.PDS. Nelle elezioni del 2005 il partito ha ottenuto l'8,7% dei voti e 51 seggi.
Il congresso straordinario del 17 luglio 2005, ha deciso di sancire la fusione del Partito del Socialismo Democratico con il movimento WASG: nasce così il Partito della Sinistra.PDS (in tedesco Die Linkspartei.PDS).
La fusione si è infine concretizzata coi congressi separati del Linkspartei.PDS e del WASG il 15-16-17 giugno 2007, i quali hanno sancito la fusione di quest'ultima in Die Linke.

## Sorveglianza costituzionale
Dal 1990 il PDS è rimasto sotto sorveglianza da parte del Bundesamt für Verfassungsschutz, l'ufficio dei servizi di sicurezza tedeschi che si occupa di proteggere l'ordinamento costituzionale da possibili movimenti estremisti. Nonostante le proteste, a seguito della creazione della Die Linke, la sorveglianza è stata estesa a quest'ultima.

## Struttura

### Presidente
- Gregor Gysi (1989–1993)
- Lothar Bisky (1993–2000)
- Gabriele Zimmer (2000–2003)
- Lothar Bisky (2003–2007)

### Presidente onorario
- Hans Modrow (1990–2007)